# ليه ماكدونالد
ليه ماكدونالد هو موجه قوارب ‏ كندي، ولد في 5 أكتوبر 1906 في هاميلتون في كندا، وتوفي في 25 سبتمبر 1997 في Nethy Bridge ‏ في المملكة المتحدة.

## وصلات خارجية
- ليه ماكدونالد على موقع الاتحاد الدولي للتجديف (الإنجليزية)
- ليه ماكدونالد على موقع اللجنة الأولمبية الدولية (الإنجليزية)
- ليه ماكدونالد على موقع أوليمبيديا (الإنجليزية)
- ليه ماكدونالد على موقع اللجنة الأولمبية الكندية (الإنجليزية)